# Pusztai bóbitásantilop
A pusztai bóbitásantilop (Sylvicapra grimmia) az emlősök (Mammalia) osztályának párosujjú patások (Artiodactyla) rendjébe, ezen belül a tülkösszarvúak (Bovidae) családjába és a bóbitásantilop-formák (Cephalophinae) alcsaládjába tartozó faj.
Nemének az egyetlen faja.

## Előfordulása
A pusztai bóbitásantilop Afrika nyugati, középső és keleti részén él, gyakorlatilag Afrika szarva és a kontinens középső részén fekvő esőerdők kivételével a szub-szaharai Afrika minden részén megtalálható. Élőhelye minden olyan terület, mely elegendő növényzetet biztosít számára a rejtőzködéshez, a szavannákat és az emberi települések közelében fekvő területeket is beleértve. Populációjának számát egymillió egyed körülire teszik.

## Alfajai
- Sylvicapra grimmia altivallis Heller, 1912
- Sylvicapra grimmia caffra Fitzinger, 1869
- Sylvicapra grimmia campbelliae Gray, 1843
- Sylvicapra grimmia coronata Gray, 1842
- Sylvicapra grimmia grimmia Linnaeus, 1758
- Sylvicapra grimmia hindei Wroughton, 1910
- Sylvicapra grimmia lobeliarum Lönnberg, 1919
- Sylvicapra grimmia madoqua Rüppell, 1836
- Sylvicapra grimmia nyansae Neumann, 1905
- Sylvicapra grimmia orbicularis Peters, 1852
- Sylvicapra grimmia pallidior Schwarz, 1914
- Sylvicapra grimmia splendidula Gray, 1891
- Sylvicapra grimmia steinhardti Zukowsky, 1924

## Megjelenése
A faj egyedeinek színe nagymértékben függ az elterjedési területétől. A fajnak 19 alfaja létezik, az angolai erdős területeken élő gesztenyebarna alfajtól az északi szavannákon megtalálható őszes szürke alfajon keresztül a száraz területeken élő világosbarna alfajig.
Magassága akár 1,2 m is lehet, tömege 12–25 kg. A nőstények általában nagyobbak és súlyosabbak, mint a hímek. A hímek szarvat viselnek, melynek hossza elérheti a 7–18 cm-t.

## Életmódja
A faj mind éjjel, mind nappal aktív, bár az emberi települések közelében inkább éjszakai életmódot folytat. A hímek territoriális állatok, mirigyváladékukat kövekre és faágakra kenik területük megjelölése céljából. Kedvenc pihenőhelyük a talajszinttől kiemelkedő magaslaton helyezkedik el, ahonnan territóriumukat szemmel tarthatják. A nőstények ezzel ellentétben a rejtőzködésre alkalmas helyeket kedvelik. A faj sikere abban rejlik, hogy képes a legkülönbözőbb élőhelyeken megmaradni, és a körülményekhez, valamint a rendelkezésre álló táplálékhoz alkalmazkodni.

### Táplálkozása
Étrendje széles, a növények levelei, virágai és gumói mellett elfogyasztja a rovarokat, békákat, kisebb madarakat és még a dögöt is. Mindaddig, amíg a növényi táplálék elegendő számára, víz nélkül is elél, mivel a szükséges vízmennyiséget a növényekből szerzi meg. Az esős évszakban gyakran egyáltalán nem iszik, a vizet gyümölcsökből szerzi meg. A gyümölcsöket gyakran olyan fák alatt találja, melyeken majmok élnek.

## Szaporodása
A hímek 12 hónapos korukban, a nőstények 8-10 hónapos korukban érik el ivarérettségüket. A pusztai bóbitásantilop párzási időszaka egész évben tart. A nőstény 6-7 hónapos vemhesség után egy borjút ellik.

## További információk

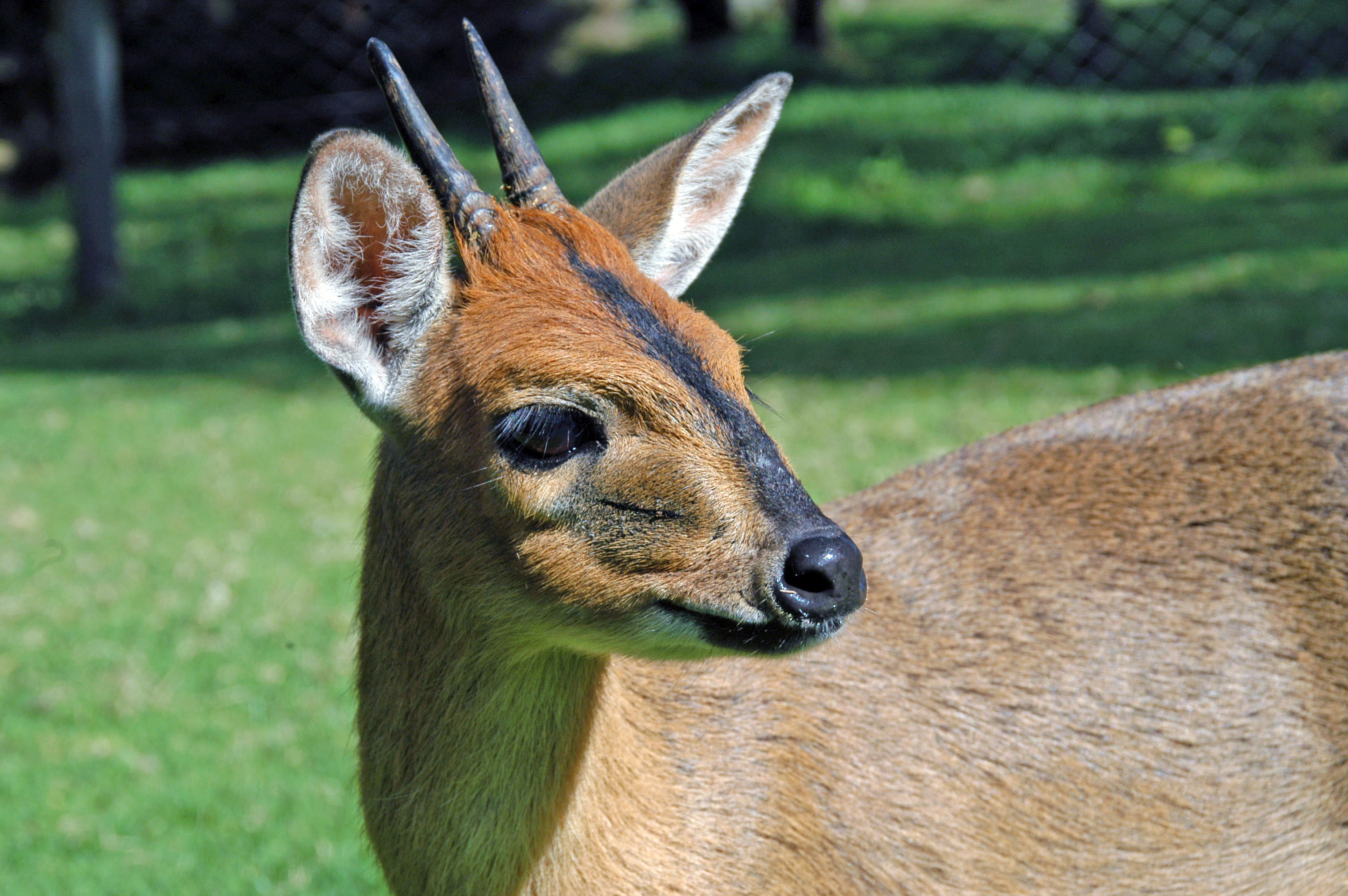
Portré